# کلودیا گادیلها
کلودیا گادیلها (انگلیسی: Cláudia Gadelha؛ زادهٔ ۷ دسامبر ۱۹۸۸) ورزشکار هنرهای رزمی ترکیبی اهل برزیل است.